# Kanton Sainte-Anne (Guadeloupe)
Kanton Sainte-Anne is een kanton van het Franse departement Guadeloupe. Kanton Sainte-Anne maakt deel uit van het arrondissement Pointe-à-Pitre en telde 20.641 inwoners in 2019.
In 2015 werden de kantons Sainte-Anne-1 en Sainte-Anne-2 samengevoegd tot Sainte-Anne.

## Gemeenten
De kanton Sainte-Anne omvat de volgende gemeente:
- Sainte-Anne (gedeeltelijk)